# Grafia Veneta Unitaria
La Grafia Veneta Unitaria (in veneto Grafìa Vèneta Unitària) è un manuale, scritto in italiano, con lo scopo di riunire sotto un unico insieme di regole le diverse modalità di scrittura (da cui poi deriva anche la lettura) dei diversi dialetti veneti.
Fu scritto da una commissione scientifica nominata dalla Giunta Regionale del Veneto nel 1995 e diretta da Manlio Cortelazzo.

## La commissione
La Commissione scientifica è stata scelta e nominata con deliberazione n. 4277 del 14 settembre 1994 della giunta regionale del Veneto ed è composta da:
- Manlio Cortelazzo - coordinatore e direttore scientifico
- Silvano Belloni - componente
- Luciano Canepari - componente
- Dino Durante - componente
- Mario Klein - componente
- Gianna Marcato - componente
- Sergio Sacco - componente
- Maria Rosaria Stellin - componente
- Ugo Suman - componente
- Alberto Zamboni - componente

## Scopi e intenti
Questo manuale non vuole imporre un dialetto particolare, dal momento che essendo nati come lingue orali sono molto differenti anche nella stessa regione veneto (addirittura nella stessa provincia è possibile identificare la provenienza da alcune macroaree in base al parlato), ma gettare le basi per un metodo univoco di scrittura (e quindi di lettura) delle parole. Ad esempio, se un dialetto conserva la z, si scriverà legittimamente pèzo, altrimenti pèso o pèxo.
Per fare questo è stato studiato un metodo il più possibile vicino alla grafia della lingua italiana sia perché di fatto le due lingue sono collegate sia per facilitare la scrittura anche ai neofiti della grafia evitando quindi l'introduzione di nuovi simboli.
Per questo motivo il consiglio generale è quello di scrivere come si parla usando alcuni segni grafici specifici aggiuntivi.

## Accento
L'accento grave è da usare per tutte le vocali gravi (à, è, ì, ò, ù), mentre quello acuto solo per le vocali é e ó (quando sono chiuse).
L'accento va quindi usato:
- nelle parole sdrucciole e bisdrucciole anche se diventate piane per la perdita della vocale finale (métar come métare o cùser  come cùsere)
- su tutte le parole tronche, tranne su quelle che terminano in consonante (contadin, ciapar) a meno che la vocale della sillaba finale non sia è oppure ò (scarpèr, veciòt)
- sulle parole piane con il timbro tonico è oppure ò;
- sulla ì tonica preceduta da u (puìto, puìna);
- su ì ed ù toniche seguite dalla vocale finale (finìo, bevùo);
- i monosillabi verbali, più quelli accentati secondo le regole dell'italiano.

Non va invece usato:
- nelle parole tronche che finiscono con una consonante: cavin, Muran, magnar, canal

## Apostrofo
L'apostrofo va usato:
- per gli articoli davanti a una vocale:
  - articolo determinativo: l'àlbaro, l'inpiria, l'omo;
  - le preposizioni articolate, davanti ad una vocale, vanno scritte sempre staccate:  da l'àlbaro, de l'omo;
  - articolo indeterminativo, sia maschile che femminile: n'àlbaro, n'ànara;
- all'inizio di una parola, al posto della Ɨ (l tagliata), per segnare una L che viene, oralmente, non espressa come capita spesso nel dialetto veneto centrale: 'a (Ɨa), 'èto (Ɨèto).

## Lettere o simboli
| maiusc. | A | Â | B | C | C' | CH | Ċ | D | DH | Đ | E | É | È | F | G | GH | GL | GN | Ñ | Ġ | H | I | J | K | L | Ƚ | M | N | Ṅ | O | Ó | Ò | P | Q | R | S | SĊ | S-C | Š | Ṡ | SS | T | U | V | X | Ẑ | ZH | Z | Ž | Ż |
| minusc. | a | â | b | c | c' | ch | ċ | d | dh | đ | e | é | è | f | g | gh | gl | gn | ñ | ġ | h | i | j | k | l | ƚ | m | n | ṅ | o | ó | ò | p | q | r | s | sċ | s-c | š | ṡ | ss | t | u | v | x | ẑ | zh | z | ž | ż |

| A a   | come in italiano |
| Â â   | "vocale posteriore non arrotondata", solo in parlate vicine al ladino                                                                              |
| B b   | come in italiano |
| C c   | come in italiano: dolce davanti a E, I, dura davanti a A, O, U                                                                                     |
| C' c' | "C dolce"; solo alla fine della parola |
| CH ch | "C dura", come in italiano |
| Ċ ċ   | segno alternativo a C(e), C(i), C' |
| D d   | come in italiano |
| DH dh | "consonante fricativa sonora interdentale", simile al TH inglese (come in father), solo in alcune parlate del veneto settentrionale                |
| Đ đ   | segno alternativo a DH |
| E e   | "E chiusa" |
| É é   | "E chiusa"; si usa al posto di E solo in casi di omonimia o parole sdrucciole o tronche                                                            |
| È è   | "E aperta" |
| F f   | come in italiano |
| G g   | come in italiano: dolce davanti a E, I, dura davanti a A, O, U                                                                                     |
| GH gh | G dura davanti a E, I, come in italiano |
| GL gl | suono composto G+L in parole come glandoła, globo; si può usare come il Gl di "maglione" solo in alcuni italianismi visto che in veneto non esiste |

| GN gn | come in italiano                                                                        |
| Ñ ñ   | segno alternativo a GN                                                                  |
| Ġ ġ   | segno alternativo par la G dolce                                                        |
| H h   | H aspirata; solo nel feltrino rustico                                                   |
| I i   | come in italiano                                                                        |
| J j   | I consonantica, da usare all'inizio di una parola o in mezzo alle vocali                |
| K k   | segno alternativo per la C dura                                                         |
| L l   | come in italiano                                                                        |
| Ƚ ƚ   | "elle evanescente"; è un simbolo diverso da Ł                                           |
| M m   | come in italiano                                                                        |
| N n   | come in italiano                                                                        |
| Ṅ ṅ   | "N velare", solo in alcune parlate ladino-venete                                        |
| O o   | "O chiusa"                                                                              |
| Ó ó   | "O chiusa"; si usa al posto di O solo in casi di omonimia o parole sdrucciole o tronche |
| Ò ò   | "O aperta"                                                                              |
| P p   | come in italiano                                                                        |
| Q q   | come in italiano                                                                        |
| R r   | come in italiano                                                                        |

| S s     | sia per la S sonora che per la S sorda                                                                               |
| SĊ sċ   | suono composto S+C dolce                                                                                             |
| S-C s-c | segno alternativo a SĊ                                                                                               |
| Š š     | suono SC italiano, solo in alcune parlate ladino-venete                                                              |
| Ṡ ṡ     | segno alternativo par la S sonora                                                                                    |
| SS ss   | S sorda, solo in mezzo a vocali                                                                                      |
| T t     | come in italiano |
| U u     | come in italiano, si può usare anche se il suono tende verso la O (es. sguèlto e no sgoèlto)                         |
| V v     | come in italiano |
| X x     | segno alternativo per la S sonora                                                                                    |
| Ẑ ẑ     | "consonante fricativa sorda interdentale", un altro modo per scrivere zh                                             |
| ZH zh   | "consonante fricativa sorda interdentale", assomiglia al TH inglese (come thin), nelle parlate venete settentrionali |
| Z z     | Z sonora in mezzo a due vocali e come Z sorda nelle altre posizioni                                                  |
| Ž ž     | "consonante fricativa sonora palatoalveolare", solo in alcune parlate, come l'ampezzano                              |
| Ż ż     | segno alternativo per la Z sonora                                                                                    |

## Alcuni accorgimenti
- davanti a B, P ci va sempre la N e mai la M (l'opposto dell'italiano): es. canbiar, tenpo e no cambiar, tempo
- S-C serve a distinguere il suono dallo SC dolce (come sciarpa in italiano) che si rende invece separando la S dalla C (come in mas-cio it. maiale)

## I casi più usati e particolari
Le indicazioni della Grafia Veneta Unitaria pongono lo scrivente davanti a diversi modi per scrivere i diversi suoni:
- c dolce: C seguita da E o I, oppure Ċ
- g dolce: G seguita da E o I, oppure Ġ
- consonante fricativa sonora interdentale: DH oppure Đ
- consonante fricativa sorda interdentale: ZH oppure Ẑ
- GN de gnaro (it. nido): GN oppure Ñ

### La S e la Z
Per la S il discorso è più complicato per via dei vari modi di pronunciarla e di scriverli e la similitudine con la Z:
- possibilità 1: (come in italiano): in mezzo a due vocali la S indica la S sonora, SS indica la S sorda (es. A casa mia ghe xe na cassa de vin);
- possibilità 2: per la S sonora sempre X , per la S sorda sempre S (es. A caxa mia ghe xe na casa de vin)
- possibilità 3: per la S sonora sempre Ṡ , per la S sorda sempre S (es. A caṡa mia ghe ṡe na casa de vin)
- per altri suoni particołari se pol doparar Š e Ž.

In ogni caso davanti ad una consonante va sempre S, sia per il suono sordo (come sparissi, sparisci in italiano) che per quello sonoro (come a sbacio, "socchiuso" in italiano)
Per la Z ci sono tanti simboli a seconda del suono preciso che si vuole esprimere, ma in realtà non ci sono modi alternativi per descrivere lo stesso suono:
- in mezzo a due vocali, come in italiano: Z indica la zeta sonora (pezo, it. peggio) , ZZ la zeta sorda (fazzoletto)
- per le altre posizioni: Ż par ła zeta sonora (żenocio, vèrżar), Z par ła zeta sorda (zata, zeola)
- per altri suoni particołari se pol doparar ZH/Ẑ e DH/Đ.

S e Z vanno incontro a molte variabilità, che causano diversi modi di scrivere ugualmente corretti, in quanto in diverse parti della regione si può andare incontro a pronunce diverse (es. "ginocchio" può essere sia xenocio che żenocio).